# Svein Johannessen
Svein Johannessen (Nedre Eiker, 17 ottobre 1937 – Oslo, 27 novembre 2007) è stato uno scacchista norvegese.
Nel 1961 diventò il secondo Maestro Internazionale norvegese, dopo Olaf Barde.
Vinse quattro campionati norvegesi, nel 1959, 1962, 1970 e 1973.
Dal 1956 al 1978 ha rappresentato la Norvegia in dieci Olimpiadi degli scacchi (sei volte in prima scacchiera). Nelle Olimpiadi di Lugano del 1968 vinse la medaglia di bronzo individuale in prima scacchiera.
Nel 1959 vinse a Örebro il campionato nordico di scacchi, davanti tra gli altri al grande maestro Gideon Ståhlberg.